# ねこのめ美じゅつかん
ねこのめ美じゅつかん（ねこのめびじゅつかん）はNHK Eテレで2021年3月15日から放送されている番組。

## 概要
番組のコンセプトは「アートとネコは似ている、自由がスキ、縛られるのがキライ。ときどきヒトのココロをふりまわす…」であり、コロナ禍により閉じこもりがちで外出がままならない子ども達に「心のビタミン」を届けるアートエンターテイメント番組。視聴者になりかわって「ネコ」が美術館やアートのある場所にそっと忍び込み、自由気ままな「ネコ」の目線でアートの楽しさや名画の謎を紹介し、五感で美術を楽しむ10分間の芸術番組である。

## キャラクター・出演
出典：

### キャラクター
- レギュラー
  - ボスネコ
  - 弟子ネコ
- 単発出演
  - 大女優ネコ
  - 付き人ネコ

### 声の出演
- レギュラー
  - カミナリ[1][8]
- 単発出演
  - 柴田理恵[1][9]
  - フワちゃん[1][8]
  - 兵頭有紀[9]

### 出演
- 古川琴音 - 「画家のうた」のコーナーに出演[1][6][9][10]。
- 玉川太福 - 「ホントは怖いアートかるた」のコーナーに語りとして出演[1][11][12]。
- 玉川みね子 - 「ホントは怖いアートかるた」のコーナーの演奏を担当[1][12]。

## コーナー
- アートースト
  - 第1回から放送されている佐々木愛美が枯山水やクリムトの名画、ゴッホのひまわりなど様々なアートをトーストの上に表現するコーナー[13][14][15]。
- 画家のうた
  - 第3回から放送されている古川琴音がカンディンスキー、ムンク、ゴーギャンなど様々な画家のことを歌うコーナー[10]。
- アート・ジャンケン
  - 第5回から放送されているエゴン・シーレなど様々な芸術家とジャンケン対決をするコーナー[16]。
- 巻き寿司アート
  - 第6回から放送されているムンクや鳥獣花木図屏風など様々なアートを巻き寿司で表現するコーナー[17][18]。
- 影アート
  - 第7回から放送されている佐藤江未がパンの袋を留めるバッグ・クロージャーなど家にある、ちょっとしたものを積み上げた不思議な立体に、光を当てることで影アートを作るコーナー[6][19][20]。
- シャガール愛と手の劇場
  - 第7回から放送されているアメージング・ジローが自らの手をカンバスにして劇を表現するコーナー[6]。
- 耳をすませば
  - 第13回から放送されている絵画の中で交わされている会話を想像して自由に絵画を楽むコーナー[21]。
- ホントは怖いアートかるた
  - 第21回から放送されている玉川太福の語りにのせて葛飾北斎やナポレオンなど様々な芸術家や絵画に描かれた人物の言葉を取り上げるコーナー[11]。
- ねこ　どこ　ココ!
  - 第24回から放送されている名画に描かれた猫を探すコーナー[22]。
- じゃない
  - 第32回から放送されているコーナー[23]。
- 美術館のお仕事図鑑
  - 「スペシャル ねこのめ美じゅつかん」から放送されている美術館の裏側の仕事を紹介するコーナー[24]。
- コジヤジコのさかさまランド　ねこのあのこね
  - 第50回から放送されているコーナー[25]。第64回では「ねこのあのこね」の部分が省略され、単に「コジヤジコのさかさまランド」として放送された[26]。
- 小羊たちの沈黙 監視員ハ見タ
  - 第61回から放送されている山田真歩が美術館の監視員達の声を演じるコーナー[27]。

## 放送
2021年度は不定期放送。2022年度は本放送が木曜日の14:50 - 15:00、再放送が金曜日の6:40 - 6:50と金曜日の12:50 - 13:00に行われていた。
| 放送期間           | 放送期間              | 放送時間                                                                                         | 放送局    | 出典・備考                  |
| ------------------ | --------------------- | ------------------------------------------------------------------------------------------------ | --------- | --------------------------- |
| 2021年度まで       | 2021年3月 - 2022年3月 | 不定期                                                                                           | NHK Eテレ | [ 4 ]                       |
| 2022年度           | 2022年4月 - 2023年3月 | - 木曜日 14:50 - 15:00 - 金曜日 06:40 - 06:50 - 金曜日 12:50 - 13:00                             | NHK Eテレ | [ 28 ] [ 29 ]               |
| 2023年度・2024年度 | 2023年4月 - 2025年3月 | - 木曜日 8:25 - 8:35（本放送） - 土曜日 11:30 - 11:40（再放送） - 火曜日 15:45 - 15:55（再放送） | NHK Eテレ | [ 30 ] [ 31 ] [ 32 ] [ 33 ] |
| 2025年度           | 2025年4月 - 放送中    | - 土曜日 11:30 - 11:40 - 木曜日 19:50 - 20:00（第4週のみ） - 土曜日 21:50 - 22:00（第4週のみ）   | NHK Eテレ | [ 34 ] [ 35 ]               |

## エピソード
| 話数 | タイトル                                                    | コーナー                                                                                      | 初回放送日     | 出典             |
| ---- | ----------------------------------------------------------- | --------------------------------------------------------------------------------------------- | -------------- | ---------------- |
| 1    | 1歩め「あっちゃこっちゃの箱根でピカソ」                     |                                                                                               | 2021年03月15日 | [ 37 ] [ 13 ]    |
| 2    | 2歩め「ピカソの皿で“いただきます”」                         |                                                                                               | 2021年03月16日 | [ 38 ] [ 39 ]    |
| 3    | 3歩め「箱根の印象派にしのび足」                             | 画家のうた「カンディンスキーのうた」「ムンクのうた」「ゴーギャンのうた」 アートだしジャンケン | 2021年08月31日 | [ 10 ]           |
| 4    | 4歩め「新宿のゴッホにごあいさつ」                           |                                                                                               | 2021年09月07日 | [ 40 ]           |
| 5    | 5歩め「和歌山の古寺でにらめっこ」                           | アートだしジャンケン                                                                          | 2021年09月08日 | [ 16 ]           |
| 6    | 6歩め「上野で世界遺産のお宝にロックオン」                   |                                                                                               | 2022年03月22日 | [ 17 ]           |
| 7    | 7歩め「東京の中心でルソーにダイビング」                     | 画家のうた「ドラクロワのうた」                                                                | 2022年03月24日 | [ 6 ]            |
| 8    | 8歩め「長野(小布施)で鳳凰(ほうおう)とにらみあい」           | 画家のうた「ボッティチェリのうた」「ユトリロのうた」「ローランサンのうた」                    | 2022年03月25日 | [ 19 ]           |
| 9    | 9歩め「東京のネコたちが集結!“ネコデミー賞2022”」            | 画家のうた「ロートレックのうた」「デ・キリコのうた」                                          | 2022年05月26日 | [ 41 ]           |
| 10   | 10歩め「大阪・中之島でモディーに首ったけ」                  |                                                                                               | 2022年06月02日 | [ 14 ]           |
| 11   | 11歩め「上野の世界遺産でルノワールの瞳に乾杯」              |                                                                                               | 2022年08月26日 | [ 18 ]           |
| 12   | 12歩め「青森で 抜き足差し足 棟方志功」                      | 画家のうた ユーミンVer.「ゴヤのうた」「モディリアーニのうた」                                 | 2022年09月08日 | [ 15 ]           |
| 13   | 13歩め「国宝の茶碗は“感動アニメ”と心得よ!」                 | 耳をすませば 画家のうた ユーミンVer.「ミレーのうた」「スーラのうた」                          | 2022年11月10日 | [ 21 ]           |
| 14   | 14歩め「猫も大好き! 岡本太郎のアートは誰のもの?」           | 画家のうた「ベラスケスのうた」                                                                | 2022年11月17日 | [ 42 ]           |
| SP1  | こたつでまるまるアートする                                  |                                                                                               | 2023年01月01日 | [ 43 ] [ 注 10 ] |
| 15   | 15歩め「ルドンの目ん玉は何を見てるの?」                     | 画家のうた ユーミンVer.「カラヴァッジョのうた」                                               | 2023年02月02日 | [ 45 ]           |
| 16   | 16歩め「仙厓義梵の絵は“元祖ゆるキャラ”?」                   | 画家のうた ユーミンVer.「ゴッホとテオのうた」                                                 | 2023年02月10日 | [ 46 ]           |
| 17   | 17歩め「なんで口から出てんのさ? 空也上人立像」              | 画家のうた ユーミンVer.「ドガのうた」                                                         | 2023年03月02日 | [ 47 ]           |
| 18   | 18歩め「ミレーはじっくり見れ〜」                            |                                                                                               | 2023年03月03日 | [ 48 ]           |
| 19   | 19歩め「朝倉文夫はナデナデしたりネバったり」                | 画家のうた ユーミンVer.「ミュシャのうた」                                                     | 2023年03月17日 | [ 49 ]           |
| 20   | 20歩め「ねこも歩けば“パブリックアート”にあたる」            | 画家のうた「ベラスケスのうた」                                                                | 2023年03月30日 | [ 50 ]           |
| 21   | 21歩め「どうしてこんなにカラフルなのさ?」                   | ホントは怖いアートかるた「北斎が令和の時代を予言した？」                                      | 2023年04月06日 | [ 11 ]           |
| 22   | 22歩め「サケが日本のアートを変えた!?」                      |                                                                                               | 2023年04月20日 | [ 51 ]           |
| 23   | 23歩め「“ガラスの森”をつくった彼はガレ」                    | ホントは怖いアートかるた「盛りすぎは ギャルだけじゃないと ナポレオン」                        | 2023年05月11日 | [ 52 ]           |
| 24   | 24歩め「ジョルジュ・ルオー 完成しない絵」                   | ねこ どこ ココ!                                                                               | 2023年06月01日 | [ 22 ]           |
| 25   | 25歩め「マティちゃんは常識破りで真っ赤っか」                |                                                                                               | 2023年06月15日 | [ 53 ]           |
| 26   | 26歩め「恐竜の絵ってアートなの?」                           | ホントは怖いアートかるた「夜の闇 描いてナイトと レンブラント」                                | 2023年07月06日 | [ 54 ]           |
| 27   | 27歩め「びっくり体験!アートの中に入っちゃった!?」           | ねこ どこ ココ!                                                                               | 2023年07月20日 | [ 55 ]           |
| 28   | 28歩め「暁斎の絵はしゃべり出す!?」                          | 耳をすませば「橋の上の少女たち」エドヴァルド・ムンク                                          | 2023年08月03日 | [ 56 ]           |
| 29   | 29歩め「放浪画家・山下清はどうして旅してたの?」             | ねこ どこ ココ!                                                                               | 2023年08月31日 | [ 57 ]           |
| 30   | 30歩め「ドロボウ虫たちの夢の祭典ムシデミー賞2023」          |                                                                                               | 2023年09月07日 | [ 58 ]           |
| 31   | 31歩め「考える人」は何も考えていない!?                      | 画家のうた「ドラクロワのうた テクノポップVer.」                                               | 2023年09月21日 | [ 59 ]           |
| 32   | 32歩め「こんなことができちゃうの!?すご技アートに仰天!」     | 画家のうた「カンディンスキーのうた サンバVer.」                                               | 2023年10月19日 | [ 23 ]           |
| 33   | 33歩め「“空気”を描いた絵」                                  | 画家のうた「セザンヌのうた ロックVer.」                                                       | 2023年10月26日 | [ 60 ]           |
| 34   | 34歩め 「レオナール “ねこを愛しすぎた” フジタ」             | ねこ どこ ココ!                                                                               | 2023年11月23日 | [ 61 ]           |
| 35   | 35歩め「浮世絵のヒットメーカーはアマノジャク?」             |                                                                                               | 2023年11月30日 | [ 62 ]           |
| 36   | 36歩め「これって生き物!?テオ・ヤンセンの不思議アート」      | 画家のうた「レンブラントのうた ジャズVer.」                                                   | 2023年12月21日 | [ 63 ]           |
| 37   | 37歩め「寒い冬に、心温まる“こっほりアート”?! 山種美術館」   | ホントは怖いアートかるた「イノシシが あたしゃ尻かと 恨み節」                                  | 2023年12月28日 | [ 64 ]           |
| 38   | 38歩め「ローランサンの“パステルカラー”は霧の中?」           | 画家のうた「フェルメールのうた レゲエVer.」                                                   | 2024年01月25日 | [ 65 ]           |
| 39   | 39歩め「どうして水玉だらけなの!?草間彌生の不可思議アート!」 | 画家のうた「ゴーギャンのうた ロックVer.」                                                     | 2024年02月29日 | [ 66 ]           |
| 40   | 40歩め「“シャジツ”は“写真”を超えて」                        |                                                                                               | 2024年03月21日 | [ 67 ]           |
| 41   | 41歩め「福田平八郎の絵はスマホの写真加工アプリ!?」          | ねこ どこ ココ!                                                                               | 2024年04月11日 | [ 68 ]           |
| 42   | 42歩め「キース・ヘリングの絵はどうして顔がないの?」         |                                                                                               | 2024年04月25日 | [ 69 ]           |
| 43   | 43歩め「金びょうぶは立体アート!?」                          |                                                                                               | 2024年05月02日 | [ 70 ]           |
| 44   | 44歩め「雪舟が国宝チャンピオンなワケ」                      |                                                                                               | 2024年05月16日 | [ 71 ]           |
| 45   | 45歩め「なんで動物がツルツルなの?ポンポン」                 |                                                                                               | 2024年06月13日 | [ 72 ]           |
| 46   | 46歩め「そのゴミ、捨てないで!ゴミがアートになったわけ」     |                                                                                               | 2024年06月27日 | [ 73 ]           |
| 47   | 47歩め「ダリは永遠のいたずらっ子!」                         | ねこ どこ ココ!                                                                               | 2024年07月11日 | [ 74 ]           |
| 48   | 48歩め「北斎は波を成長させて世界イチ!」                     |                                                                                               | 2024年07月25日 | [ 75 ]           |
| 49   | 49歩め「デ・キリコに、ひとりでボケてひとりでツッコむ!」     | ねこ どこ ココ!                                                                               | 2024年08月01日 | [ 76 ]           |
| 50   | 50歩め「エッシャーは続くよどこまでも!」                     |                                                                                               | 2024年08月29日 | [ 25 ]           |
| 51   | 51歩め「まぜこぜに隠れた こわ〜い記憶のヒミツ」             | ねこ どこ ココ!                                                                               | 2024年09月12日 | [ 77 ]           |
| 52   | 52歩め「誰がつくったの? わからなアート」                    |                                                                                               | 2024年09月26日 | [ 78 ]           |
| 53   | 53歩め「若冲は日本で初めて夢の動物園をつくった!?」          |                                                                                               | 2024年10月10日 | [ 79 ]           |
| 54   | 54歩め「麗子像は“デロリ”だからこそ美しい!?」                |                                                                                               | 2024年10月31日 | [ 80 ]           |
| SP2  | スペシャル ねこのめ美じゅつかん                             |                                                                                               | 2024年11月03日 | [ 注 18 ] [ 24 ] |
| 55   | 55歩め「“はにわ”はどうして いやし系なの!?」                 | ねこ どこ ココ!                                                                               | 2024年11月28日 | [ 81 ]           |
| 56   | 56歩め「ロートレックは引き算がお上手?」                     | ねこ どこ ココ!                                                                               | 2024年12月26日 | [ 82 ]           |
| 57   | 57歩め「なんで人は“どうぶつ”の服を着るの?」                 |                                                                                               | 2025年01月30日 | [ 83 ]           |
| 58   | 58歩め「それでも絵画は青かった!」                           | ねこ どこ ココ!                                                                               | 2025年02月20日 | [ 84 ]           |
| 59   | 59歩め「円空が仏像を荒く彫るワケ」                          |                                                                                               | 2025年03月20日 | [ 85 ]           |
| 60   | 60歩め「横山大観は「モーロー」でぼんやり?」                 | ねこ どこ ココ!                                                                               | 2025年03月27日 | [ 86 ]           |
| 61   | 61歩め「“アート探偵”になってじっくり推理!?」                | 小羊たちの沈黙 監視員ハ見タ                                                                   | 2025年04月24日 | [ 27 ]           |
| 62   | 62歩め「ミロはなんでも変身させちゃう!?」                    | 小羊たちの沈黙 監視員ハ見タ                                                                   | 2025年05月22日 | [ 87 ]           |
| 63   | 63歩め「ミュシャはムチャクチャ働きすぎ?」                   |                                                                                               | 2025年06月26日 | [ 88 ]           |
| 64   | 64歩め「アートでいっぱい?からっぽの部屋」                   | コジヤジコのさかさまランド                                                                    | 2025年07月24日 | [ 26 ]           |